# Nörd-Svartsjön
Nörd-Svartsjön är en sjö i Skellefteå kommun i Västerbotten och ingår i Bureälven-Mångbyåns kustområde.